# Eualus bulychevae
Eualus bulychevae är en kräftdjursart. Eualus bulychevae ingår i släktet Eualus och familjen Hippolytidae. Inga underarter finns listade i Catalogue of Life.